# Shifts Happen
Shifts Happen is de vierde aflevering van het tiende seizoen van de televisieserie ER, die voor het eerst werd uitgezonden op 23 oktober 2003.

## Verhaal
Dr. Pratt krijgt de leiding over de SEH in een drukke nacht, hij heeft als hulp alleen dr. Cooper en een paar studentes. Hij ontkomt niet aan het feit dat hij door de drukte fouten maakt bij zijn patiënten.
Lockhart heeft besloten om aan een studie geneeskunde te beginnen om zo dokter te worden. Nadat zij talloze leningaanvragen afgewezen ziet worden, besluit zij om haar ex-man te vragen om garant te staan voor een lening. Ondertussen zoekt zij dr. Kovac op, zij ontmoet hem terwijl hij Gillian kust.
Dr. Romano krijgt uiteindelijk toch zijn bionische kunstarm.
Rasgotra krijgt een oudere vrouw met haar kleinkind onder behandeling, de vrouw is ernstig ziek en heeft een niet reanimeren verklaring.
Dr. Corday heeft een romantische relatie met dr. Dorset, zij maakt zich wel zorgen of zij niet te snel gaat na de dood van haar man.

## Rolverdeling

### Hoofdrollen
- Laura Innes - Dr. Kerry Weaver
- Mekhi Phifer - Dr. Gregory Pratt
- Alex Kingston - Dr. Elizabeth Corday
- Goran Višnjić - Dr. Luka Kovac
- Sherry Stringfield - Dr. Susan Lewis
- Ming-Na - Dr. Jing-Mei Chen
- Sharif Atkins - Dr. Michael Gallant
- Paul McCrane - Dr. Robert Romano
- Bruno Campos - Dr. Eddie Dorset
- Scott Grimes - Dr. Archie Morris
- Glenn Howerton - Dr. Nick Cooper
- Maura Tierney - verpleegster Abby Lockhart
- Deezer D - verpleger Malik McGrath
- Montae Russell - ambulancemedewerker Dwight Zadro
- Lyn Alicia Henderson - ambulancemedewerker Pamela Olbes
- Michelle Bonilla - ambulancemedewerker Christine Harms
- Brian Lester - ambulancemedewerker Brian Dumar
- Parminder Nagra - Neela Rasgrota
- Abraham Benrubi - Jerry Markovic
- Troy Evans - Frank Martin
- Mark Valley - Richard Lockhart
- Kristin Minter - Randi Fronczak

### Gastrollen (selectie)
- Simone-Élise Girard - Gillian
- Richard Cox - Rick Mathers
- Rhyon Nicole Brown - Erika Crawford
- Nicholas D'Agosto - Andy
- Rossif Sutherland - Lester Kertzenstein
- Paul Cassell - Ed Gamble
- Maureen Flannigan - Mrs. Gamble
- Jennifer Jostyn - prothese maakster
- Sumalee Montano - Duvata Mahal